# イザベル・デ・バルセロス
イザベル・デ・バルセロス（Isabel de Barcelos, 1402年 - 1465年10月26日）は、ポルトガルの貴族女性。アヴィシュ王朝の開祖ジョアン1世の庶長子であるバルセロス伯アフォンソの娘で、ポルトガル軍総司令官（Condestável de Portugal）、およびサンティアゴ・ダ・エスパーダ騎士団（Ordem Militar de Sant’Iago da Espada）総長を務めた叔父ジョアン王子と結婚した。父が1443年に初代ブラガンサ公を受爵したため、イザベル・デ・ブラガンサ（Isabel de Bragança）と呼ばれる場合がある。
バルセロス伯とその最初の妻でヌノ・アルヴァレス・ペレイラ将軍の娘のベアトリス・ペレイラ・アルヴィム（1380年 - 1415年）の間の第2子、長女として生まれた。1424年に父の異母弟であるレゲンゴシュ領主のジョアン王子と結婚し、間に4人の子女をもうけた。
- ディオゴ（1423年 - 1443年） - ポルトガル軍総司令官
- イザベル（1428年 - 1496年） - 1447年、カスティーリャ王フアン2世と結婚
- ベアトリス（1430年 - 1506年） - 1447年、ヴィゼウ公フェルナンドと結婚
- フィリパ（1432年 - 1450年頃） - アルマダの女領主